# Pont d'Ulvsunda
Ulvsundabron (en français : Pont d'Ulvsunda) est un pont ferroviaire et une passerelle de circulation douce situés à Stockholm en Suède.

## Situation
Le pont Ulvsundabron est un pont de 374 mètres de long permettant à la Tvärbanan d'enjamber la baie Ulvsundasjön du lac Mälaren, à proximité du château d'Ulvsunda, à l'ouest de Stockholm.
Le pont relie Traneberg au sud à Ulvsunda industriområde au nord.

## Description
Le pont Ulvsundabron repose sur quatre piliers en béton dans la baie Ulvsundasjön et des fondations en béton. Le pont est construit en trois parties.
La première partie est un pont à poutres d'acier de 197 mètres de long, la deuxième partie est un pont en béton armé de 62 mètres de long avec de la place pour les aiguillages vers le dépôt d'Ulvsunda et la troisième partie est également un pont en béton armé.
L'extrémité nord du pont est reliée à l'arrêt Johannesfred.
Au sud, le pont rejoint le Tranebergstunneln (sv).
La charpente en acier de la structure du pont a été assemblée selon la technique de construction traditionnelle où la majorité de la structure en acier du pont a été assemblée à terre puis déployée à partir de la culée sud du pont et une partie complémentaire à partir de la culée nord du pont.
Le pont dispose d'une piste piétonne et cyclable qui a été inaugurée le 31 octobre 2011.
Le pont a été achevé le 4 juin 2012 lorsque les rames ont testé l'extension du Tvärbanan.
Le nom « Ulvsundabron » a été décidé par le conseil d'urbanisme de Stockholm lors de sa réunion du 14 mai 2009.